# Alina Gorghiu

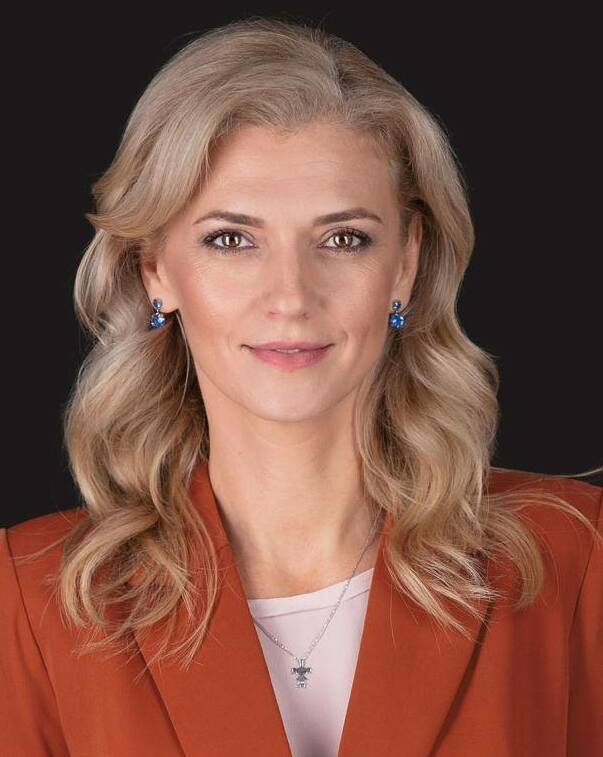
Alina Gorghiu (2021)

Alina-Ștefania Gorghiu (* 16. September 1978 in Tecuci) ist eine rumänische Politikerin der Partidul Național Liberal. Seit dem 15. Juni 2023 ist sie rumänische Justizministerin.

## Leben und Karriere
Gorghiu studierte Rechtswissenschaften an der Universitatea Creștină "Dimitrie Cantemir" (1997–2001; UCDC) und an der Școala Națională de Studii Politice și Administrative (SNSPA) in Bukarest. Nach ihrem Studium arbeitete sie als Rechtsanwältin. Sie war seit 2008 Abgeordnete in der Abgeordnetenkammer. Seit dem 18. Dezember 2014 war sie als Nachfolgerin von Klaus Iohannis – gemeinsam mit Vasile Blaga – Co-Vorsitzende der Partidul Național Liberal (Nationale Liberale Partei; PNL). Nach dem schlechten Ergebnis der PNL bei der Parlamentswahl im Dezember 2016 – bei der sie in den Senat gewählt wurde – trat sie zurück.
Seit 2016 ist Gorghiu mit dem ehemaligen Minister Lucian Isar verheiratet.